# Товариська вулиця (Київ)
Товари́ська ву́лиця — зникла вулиця, що існувала в Московському районі (нині — Голосіївському) міста Києва, місцевість Совки. Пролягала від Жулянської вулиці.

## Історія
Вулиця утворилася в середині ХХ століття під назвою Нова, з 1958 року — Товариська.
Ліквідована у зв'язку із переплануванням місцевості наприкінці 1970-х — в середині 1980-х років.